# Hermannsburg-Hamburger Freikirche
Die Hermannsburg-Hamburger Freikirche war eine lutherische Kirche altkonfessioneller Prägung. Sie entstand 1904 infolge einer Abspaltung von der Hannoverschen evangelisch-lutherischen Freikirche.
Innergemeindliche Streitigkeiten bei der Hermannsburger Kreuzgemeinde in der Frage des geistlichen Amtes führten zu einer Trennung dieser Gemeinde in eine Große Hermannsburger Kreuzgemeinde und eine Kleine Hermannsburger Kreuzgemeinde. Während die Kleine Kreuzgemeinde bei der Hannoverschen evangelisch-lutherischen Freikirche blieb, trennte sich die Große Kreuzgemeinde und gründete mit der Hamburger und der Soltauer/Neutetendorfer Zionsgemeinde sowie der Gemeinde Nestau die neue Hermannsburg-Hamburger Freikirche.
Im September 1924 schied die Zionsgemeinde in Hamburg aus der Hermannsburg-Hamburger Freikirche aus, um mit St. Anschar (unter P. Max Glage) und der Paulusgemeinde in Barmbek-Nord eine lutherische Bekenntniskirche in Hamburg zu bilden.
Die Hermannsburg-Hamburger Freikirche schloss sich 1945 mit anderen lutherischen Kirchen zur (Alten) Selbständigen Evangelisch-Lutherischen Kirche in Deutschland zusammen, die wiederum 1972 Teil der heutigen Selbständigen Evangelisch-Lutherischen Kirche (SELK) mit Sitz in Hannover wurde.